# رون ولار
رون پیتر ولار (هلندی: Ron Peter Vlaar؛ زاده ۱۶ فوریهٔ ۱۹۸۵) بازیکن فوتبال پیشین اهل هلند است که آخرین بار در پست دفاع وسط برای آزد آلکمار بازی کرد.

## تیم ملی
وی سابقه ۳۲ بازی و ۱ گل ملی برای تیم ملی فوتبال هلند در کارنامه دارد.وی در بازی نیمه نهایی جام جهانی 2014 مقابل آرژانتین، پنالتی اول تیمش را خراب کرد.

## افتخارات

### باشگاهی
فاینورد
- جام حذفی فوتبال هلند: ۰۸–۲۰۰۷

استون ویلا
- جام حذفی فوتبال انگلستان نایب قهرمان: ۱۵–۲۰۱۴